# Joan Massagué i Solé
Joan Massagué i Solé (1953) is een Catalaans wetenschapper en farmacoloog, die bekend geworden is door zijn onderzoek op het vlak van kanker en het verspreiden van metastasen. Seder 1979 is hij werkzaam in de Verenigde Staten. Sedert 2013 is hij directeur van het Memorial Sloan Kettering Cancer Center in New York. Hij is docent aan de Weill Cornell Graduate School of Medical Sciences en lid van de National Academy of Sciences.
Hij werd geboren in Barcelona (Spanje) op 30 april 1953 als oudste van de zes kinderen van Joan Massagué i Vendrell en Maria Solé i Ferrer, allebei apothekers. Hij studeert af als farmacoloog aan de Universiteit van Barcelona in 1978. In 1982 wijkt hij uit naar de Verenigde Staten waar hij aan de Brown-universiteit (Providence) onderzoek doet naar de receptoren voor insuline. Later wordt hij professor aan de medische faculteit van de Universiteit van Massachusetts. Sedert 1989 werkt hij voor het Sloan Kettering Center in de bijzondere afdeling voor de studie van verspreiding van metastasen, een van de belangrijkste factoren voor de dodelijke afloop van kanker. In 2013 werd hij directeur van hetzelfde instituut.
Hij heeft onder meer een biologisch proces ontdekt, waarbij een hormonale factor de celdeling afremt. Begin 2014 volgde een belangrijke publicatie van zijn onderzoeksteam over de manier waarop metastasen zich verspreiden.

## Erkenning
Hij kreeg een hele reeks prijzen en medailles als erkenning van zijn wetenschappelijke werk, waaronder:
- Premio Nacional de Investigación Rey Don Juan Carlos (1993)
- Medaille Narcíz Monturiol voor wetenschappelijk en technologische verdienste van de Catalaans regering (1994)
- Het creu de Sant Jordi (2006)
- De Robert J. and Claire Passarow Award in Cancer Research (2011)
- Premi Nacional de Cultura (2014)